# 夢 Hurry Up
「夢 Hurry Up」（ゆめ ハリー アップ）は、林原めぐみの6枚目のシングル。1993年11月26日にスターチャイルドから発売された（KIDA-69）。

## 収録曲
（全作詞：有森聡美、編曲：Vink）
1. 夢 Hurry Up [4:07]
作曲：原一博
  - OVA『万能文化猫娘』第2期オープニングテーマ
2. はりきって Trying! [4:41]
作曲：若林剛太
  - OVA『万能文化猫娘』第2期エンディングテーマ
3. 夢 Hurry Up 〜OFF VOCAL VERSION〜 [4:07]
4. はりきって Trying! 〜OFF VOCAL VERSION〜 [4:41]

## 収録アルバム
| 曲名               | 収録アルバム                              | 発売日        | 規格品番    |
| ------------------ | ----------------------------------------- | ------------- | ----------- |
| 夢 Hurry Up        | 『SPHERE』                                | 1994年7月2日  | KICS-430    |
| 夢 Hurry Up        | 『万能文化猫娘 宝石箱』                   | 1994年7月21日 | KICA-203〜4 |
| 夢 Hurry Up        | 『スタまにシリーズ●万能文化猫娘 (OVA盤)』 | 2005年11月2日 | KICA-722    |
| はりきって Trying! | 『万能文化猫娘 宝石箱』                   | 1994年7月21日 | KICA-203〜4 |
| はりきって Trying! | 『Enfleurage』                            | 1995年3月3日  | KICS-475    |
| はりきって Trying! | 『スタまにシリーズ●万能文化猫娘 (OVA盤)』 | 2005年11月2日 | KICA-722    |